# Patrice Bart
Pour les articles homonymes, voir Bart.
Scènes principales
Opéra national de Paris
Patrice Bart, né en 1945, est un danseur, maître de ballet et chorégraphe français. 
Il est étoile du ballet de l'Opéra de Paris, puis maître de ballet associé à la direction de 1987 à 2011.
Sa mission a consisté à maintenir le haut niveau du Ballet de l'Opéra de Paris tout en perpétuant la tradition qu'il tenait lui-même de ses maîtres, en premier lieu Rudolf Noureev.
À l’Opéra de Paris, c’est Patrice Bart fut l'un de ceux qui incarnèrent le plus parfaitement la descendance de Nouréev.  
Patrice Bart a pris sa retraite le 30 mars 2011 après une vie professionnelle de 54 ans au ballet de l'Opéra de Paris. 

## Les débuts
Patrice Bart entre à l'école de danse en 1957, à l'âge de 12 ans. 
Petit rat, puis engagé dispensé dans le corps de ballet en 1959, il devient coryphée en 1963. 
À cette époque, Patrice Bart reçoit le prix René Blum qui distingue les jeunes danseurs prometteurs.

## Danseur étoile
Désigné premier danseur, il remporte en 1969 la médaille d'or au Concours international de Moscou avec Francesca Zumbo.
Patrice Bart est nommé danseur étoile en 1972, à l'issue de son interprétation du rôle du prince dans Le Lac des cygnes de Vladimir Bourmeister.
Par la suite, il dansera tous les grands rôles du répertoire, de Petrouchka au prince de La Belle au bois dormant, de Don Quichotte au Fils prodigue, et fait partie des créations de Serge Lifar (Constellations, 1969), de Roland Petit (Mouvances, 1976), de Kenneth MacMillan (Métaboles, 1978), ou de Rudolf Noureev (le Rothbart du Lac des cygnes, 1984). Il fut souvent invité au London Festival Ballet, de 1970 à 1982.

## Style
La principale qualité de Patrice Bart, c'est la joie de danser : « Technicien accompli, partenaire brillant, interprète aimant jouer la comédie (Coppélia ou La Fille mal gardée), Patrice Bart n'hésite pas à se glisser dans des rôles de composition comme le grand-père du Casse-noisette de Noureev ». C’est en outre un grand connaisseur de la danse classique et des ballets en général. 

## Bras droit de Rudolf Noureev
Au cours des années, en tant qu'interprète et assistant, Patrice Bart travaille beaucoup avec Rudolf Noureev. 
Grâce à Rudolf Noureev, il apprend la construction d'une production : le choix d'un décorateur, des éclairagistes..., comment on travaille sur la partition pour lui donner une nouvelle vigueur, comment lui redonner de la vie pour que ce soit plus en osmose avec le rythme de la vie au XXIe siècle. 
Rudolf Noureev a des idées très arrêtées sur la façon d'apporter aux grands ballets classiques une compréhension plus actuelle, idées qu'il transmet à Patrice Bart. 
Pour lui, pour faire vivre les ballets classiques, il est très important d'essayer de leur donner un aspect qui les amène dans notre monde actuel pour que les ballets ne soient pas des pièces de musée. 
Dans les années de  Rudolf Noureev en tant que directeur du ballet, celui-ci est le cœur et Patrice Bart l'âme du Ballet de l'Opéra national de Paris,.

## Maître de ballet
Sa passion pour le ballet et sa connaissance du répertoire l'ont conduit à préparer sa reconversion de danseur, en travaillant d'abord comme répétiteur dès 1986, puis comme maître de ballet en 1987 (avant même ses « adieux à la scène » en 1989).
Collaborant déjà étroitement à l'organisation artistique de la compagnie (avec Eugène Polyakov, il assurera l'intérim de la Direction de la Danse, au départ de Noureev en novembre 1989), il se voit « associé à la Direction de la Danse » en 1990. En 1992, il assiste Rudolf Noureev pour la réalisation de La Bayadère. 
Depuis 1990, il exerce comme maître de ballet associé à la direction à l’Opéra de Paris aux côtés de Brigitte Lefèvre.

## But
Pour Patric Bart, d'abord, il est très important que chaque danseur et danseuse soit au maximum de ses possibilités, à son niveau. 

## Chorégraphe
En 1993, Patrice Bart, habitué à remonter les ouvrages des autres, signe sa propre chorégraphie de Don Quichotte pour le Staatsoper de Berlin, œuvre qu'il donne également en 1995 au Ballet de l'Opéra national de Finlande à Helsinki. En 1996, il monte Giselle à la Scala et donne à l'Opéra de Paris sa vision du ballet Coppélia. Cela constituera sa première grande chorégraphie pour la compagnie.
Il a par la suite beaucoup travaillé en Allemagne, présentant ses versions du Lac des cygnes (1997), de Verdiana, de Casse-noisette (1999), Roméo et Juliette (2002) ou encore Giselle (2000) au Staatsoper de Berlin et de La Bayadère à l'Opéra d’État de Bavière de Munich.
En 2003, il chorégraphie et met en scène La Petite Danseuse de Degas.
Après 54 ans au ballet de l'Opéra de Paris, Patrice Bart quitte son poste de maître de ballet lors de la dernière représentation de Coppélia, le 30 mars 2011.
Laurent Hilaire lui succède en tant que maître de ballet associé à la direction.

## Distinctions
- Chevalier de la Légion d'honneur
- Officier de l'ordre national du Mérite
- Officier de l'ordre des Arts et des Lettres (1994)[7]

Patrice Bart est officier des Arts et des Lettres, officier de l'Ordre national du Mérite et chevalier de la Légion d'honneur. Il reçoit le Prix Nijinski (Université de la Danse) en 1974.

## Parenté
Il n'y a pas de liens familiaux entre Patrice Bart et Jean-Guillaume Bart, né en 1972, qui est également danseur étoile et chorégraphe.